# Dieta chetogenica
Con dieta chetogenica si intende un regime alimentare che induce nell’organismo la formazione di sostanze acide definite "corpi chetonici" (da cui il nome) come il beta-idrossibutirrato, l'acido acetacetico e l’acetone.
La produzione di corpi chetonici avviene quando si assume una quantità molto bassa o nulla di zuccheri, ad esempio in caso di digiuno o di dieta molto ricca di grassi e proteine. In questo caso l’organismo e il cervello, in particolare, utilizzano i corpi chetonici come fonte di energia.

## Usi terapeutici ed effetti collaterali
Una dieta di questo tipo è stata spesso utilizzata nella terapia dell'epilessia; già negli anni ’20 del Novecento si scoprì che il digiuno può sedare le crisi epilettiche.
La dieta chetogenica è anche l’unico trattamento conosciuto fino a oggi per la sindrome da deficienza di GLUT1.
Nella dieta chetogenica l'apporto di carboidrati e l'assunzione di proteine sono molto ridotti mentre il grasso fornisce la maggior parte dell'apporto calorico giornaliero. Con una tale dieta, il corpo è costretto a utilizzare i grassi come carburante, poiché le riserve di glucosio si esauriscono rapidamente. Quando i carboidrati sono in quantità molto ridotta, il fegato inizia a produrre corpi chetonici dai grassi alimentari o dalle riserve di grasso corporeo.
Spesso professionisti clinici, ricercatori e media mettono in dubbio la sicurezza del processo di chetosi che avviene a seguito di diete a basso contenuto di carboidrati; un motivo di preoccupazione diffuso nasce dall'equivoco della differenza tra chetosi fisiologica e chetoacidosi.
Esiste anche un dibattito in corso sulla chetosi cronica come possibile stato di salute o elemento di stress da evitare. Alcuni sostengono che l'uomo si sia evoluto per evitare la chetosi, e dovrebbe quindi evitare stati di chetosi a lungo termine. All'opposto, c'è chi sostiene che non esista un reale fabbisogno fisiologico di carboidrati nella dieta, perché la giusta quantità di energia può essere ottenuta in modo indefinito grazie a gluconeogenesi e chetogenesi. In alternativa, è stato proposto che un'alternanza tra stato di chetosi e stato di non-chetosi possa avere effetti positivi sulla salute metabolica e neurologica.
Sono noti gli effetti legati a stati chetonici mantenuti per due anni, grazie a studi su individui che seguono diete strettamente chetogeniche per epilessia o diabete di tipo 2. Ci sono anche effetti negativi a breve termine, potenzialmente alcuni a lungo termine.
Tuttavia manca una letteratura al riguardo, così come mancano studi approfonditi sulla chetosi intermittente.
Chi soffre di pancreatite non dovrebbe seguire una chetosi indotta da dieta chetogenica, a causa dell'alto contenuto di grassi introdotti. La chetosi è controindicata anche in chi soffre di deficit di piruvato carbossilasi, porfiria e altri rari disordini genetici legati al metabolismo dei grassi.

## Usi per la riduzione del peso corporeo
Numerose sono le diete chetogeniche utilizzate per la riduzione del peso corporeo. Si basano sull'assunzione di cibi poveri di carboidrati, o con carboidrati ma a basso indice glicemico o sul digiuno intermittente. Fra queste le diete LCHF (Low Carb High Fat, a basso tenore di carboidrati e ad alto tenore di grassi), Protein-Sparing Modified Fast (PSMF), Atkins, Dukan, Metabolica, Scarsdale.